# Perolândia
Perolândia là một đô thị thuộc bang Goiás, Brasil. Đô thị này có diện tích 1029,622 km², dân số năm 2007 là 3792 người, mật độ 3,7 người/km².